# 髙橋一郎
髙橋 一郎（たかはし いちろう、1964年〈昭和39年〉7月7日 - ）は、日本の運輸・国土交通官僚。

## 来歴
1964年（昭和39年）7月7日、東京都で出生。筑波大学附属駒場高等学校を経て、1988年（昭和63年）、東京大学法学部を卒業。同年、運輸省に入省。
入省後、国際運輸・観光局政策課、同国際航空課を経て、1992年（平成4年）6月に人事院長期在外研修としてカリフォルニア大学バークレー校に留学。
その後、航空局新東京国際空港課補佐官、海上交通局外航課補佐官、運輸政策局政策課補佐官、外務省在ジュネーブ国際機関日本政府代表部参事官、国土交通省大臣官房総務課企画官（観光）、同総務課企画官（国際）、鉄道局総務課企画室長、内閣参事官（併）内閣官房地域活性化統合事務局参事官、海上保安庁総務部国際・危機管理官、観光庁参事官（外客受入）（OECD観光委員会副議長）、同庁観光戦略課長、同庁総務課長（OECD観光委員会副議長）、鉄道局総務課長、国土交通省大臣官房審議官（併）内閣審議官（内閣官房副長官補付）（併）特定複合観光施設区域整備推進本部事務局審議官、内閣官房内閣審議官（内閣官房副長官補付）（命）内閣官房東京オリンピック競技大会・東京パラリンピック競技大会推進本部事務局企画・推進統括官などを歴任。成田空港問題の解決並びに平行滑走路の整備への取り組み、海賊対策への国際連携、海上保安庁配属時における尖閣諸島問題をはじめとした危機管理や国際連携などを担当。
成田空港問題では、現地に赴いて空港整備に反対し続ける農家への説得に尽力。空港整備への信念は揺らぐことは無かったものの、農家の人々の話を聞く中で、空港問題と交錯する人生の問題を思うと眠れぬ夜もあった。その後、上司が髙橋の信念を受け止めて共に議論を尽くし組織としての判断に高めた。この時、「行政官として国を背負う気概を持ち、泥をかぶることを厭わない」という、上司の仕事への矜持に感銘し、終生の目標となった。しかし、当時はゲリラが多発していたこともあって、過激派が髙橋の自宅に時限爆弾を仕掛けて爆破させる事件が発生。駆けつけてきた上司の顔を見た途端に、話し合いによる解決を邪魔された悔しさと憤りが込み上げ、涙が溢れた。だが、この経験によって、髙橋の仕事への姿勢が定まり、自らが徹底的に考え抜いた上で、組織の判断に高めて腹を据えて真摯にやり抜き、時には自分が捨て石になる覚悟で後任にタスキをつなぐ、それが組織の底力であると学んだという。
2019年（令和元年）7月9日、観光庁次長に就任。
2021年（令和3年）7月1日、国土交通省海事局長に就任。
2023年（令和5年）7月4日、観光庁長官に就任。2024年（令和6年）7月1日、辞職。